# Hrvatski radnik (Zagreb)
Hrvatski radnik je bio hrvatski tjednik iz Zagreba. Bio je glasilom HRS-a.
Izašle su prvi put veljače 1922., a prestale su izlaziti prosinca 1945. Od 1938. do 1941. ih je uređivao Vjekoslav Blaškov, hrv. sindikalni djelatnik.